# CBブレオガン
クラブ・バロンセスト・ブレオガン（Club Baloncesto Breogán）、略称CBエブレオガン（CB Breogán）は、スペイン・ガリシア州ルーゴを本拠地とするプロバスケットボールチームである。

## 概略
1966年創設。ホームアリーナはパソ・ドス・デポルテス。

## 歴代所属選手
- アルフォンソ・アルベルト
- アルフォンス・アルサモラ
- ホセ・ミゲル・アントゥネス
- オスカル・セルバンテス
- ペドロ・シフレ
- アルフォンソ・マルティネス
- アルフレッド・ペレス
- アルフォンソ・レジェス
- マネル・サンチェス
- アンヘル・セラーノ
- ジョゼップ・マリア・ソレール
- ホルヘ・ラッカ
- サバフディン・ビラロヴィッチ
- ヴェリミル・ペラソヴィッチ
- ネボイシャ・ボガヴァツ
- ジュロ・オストイッチ
- ルベン・ガルセス
- ニコラ・ロンチャル
- ジャナン・ムサ